# Морис (окръг, Ню Джърси)
Вижте пояснителната страница за други значения на Морис.
Окръг Морис (на английски: Morris County) е окръг в щата Ню Джърси, Съединени американски щати. Площта му е 1246 km², а населението – 498 423 души (2016). Административен център е град Мористаун.